# Bernhard Viking
Bernhard Viking (6. marts 1911 – 14. januar 1999) var overlæge på Viborg sygehus. Han var gift med Gudrun Clara Welphey (født Smith).

Bernhard Viking blev født i Nakskov, søn af plantageejer og biskop af Norden for Liberal Katolsk Kirke (teosofi) Otto Viking og Henriette (født Mørk-Hansen). 
Han blev student fra Nakskov i 1928; tog sin medicinske eksamen i 1935 og blev dr.med. i 1943; Han havde reservelæge- og kandidatstillinger ved provinshospitaler 1936-52, bl.a. var han reservekirurg ved den kirurgiske universitetsklinik ved Århus Kommunehospital 1943-52; undervisningsassistemt i kirurgi ved Aarhus Universitet og kirurg, konsulent ved radiumstationen i Århus 1948-52; Han blev overkirurg ved Viborg amts- og bys sygehus fra 1952; specialistanerk. (kirurgi) 1949 og (organspecialet: kirurgiske lidelser i mavetarmkanalen') 1952. Foretog desuden studierejser til Frankrig (kirurgi) 1950, og Sverige (cancerkirurgi) 1951, (extremitetskirurgi, nu benævnt akut ortopædisk kirurgi) 1952.

Bernhard Viking var formand for Foreningen af Yngre Hospitalslæger i Århus 1949-51; han var medlem af repræsentantskabet for Foreningen af Yngre Læger 1950-52 og ledende senior i Århus Studenterforening 1951-52.

## Links
- http://familytreemaker.genealogy.com/users/h/o/y/niels-l-Hoyvald/ODT5-0003.html